# Gunpey
Gunpey (グンペイ?) è un videogioco rompicapo pubblicato dalla Bandai Namco nel 1999 per WonderSwan e successivamente lo stesso anno per PlayStation.
Il nome è un tributo a Gunpei Yokoi.
Gunpey diede inizio a una serie di giochi che arrivò anche sulle console WonderSwan Color, Nintendo DS e PlayStation Portable.

## Videogiochi della serie
- Gunpey (1999, WonderSwan)
- Tarepanda No Gunpey (たれぱんだのぐんぺい?) (1999, WonderSwan)
- Gunpey (1999, PlayStation)
- Gunpey EX (グンペイ EX?) (2000, WonderSwan Color)
- Gunpey DS (音をつなごう!グンペイりば～す♪?, Oto o tsunagou! Gunpei Riba~su♪) (2006, Nintendo DS)
- Gunpey (グンペイ・リバース?) (2006, PlayStation Portable), distribuito in Giappone come Gunpey-R